# Eyemouth
Eyemouth är en ort i Storbritannien.   Den ligger i kommunen Scottish Borders och riksdelen Skottland, i den centrala delen av landet, 500 km norr om huvudstaden London. Eyemouth ligger 11 meter över havet och antalet invånare är 3 395.
Terrängen runt Eyemouth är huvudsakligen platt, men åt nordväst är den kuperad. Havet är nära Eyemouth åt nordost.  Närmaste större samhälle är Berwick-upon-Tweed, 11,3 km sydost om Eyemouth. 